# Guy Mukasa Sanon
Guy Mukasa Sanon (* 14. September 1968 in Toussiana) ist ein burkinischer römisch-katholischer Geistlicher und Bischof von Nouna.

## Leben
Guy Mukasa Sanon studierte Philosophie am Priesterseminar in Wayalghin, Ouagadougou und Theologie am Priesterseminar in Koumi in Bobo-Dioulasso. Am 14. Juli 1996 empfing er das Sakrament der Priesterweihe für das Erzbistum Bobo-Dioulasso.
Nach der Priesterweihe war er zunächst in der Pfarrseelsorge tätig und anschließend von 2001 bis 2005 Erzieher und Studiendirektor am Knabenseminar in Nasso. Von 2005 bis 2010 studierte er in Belgien an der Université catholique de Louvain und wurde in Philosophie promoviert. Nach der Rückkehr in die Heimat war er bis 2016 an der Kathedrale von Bobo-Dioulasso in der Pfarrseelsorge tätig und lehrte in dieser Zeit als Gastprofessor am Priesterseminar St. Peter und Paul in Kossoghin, Ouagadougou. In den folgenden drei Jahren war er am selben Seminar ständiger Ausbilder und Philosophieprofessor. 2019 übernahm er als Regens die Leitung des Priesterseminars.
Papst Franziskus ernannte ihn am 25. Januar 2025 zum Bischof von Nouna. Sein Amtsvorgänger Joseph Sama spendete ihm am 3. Mai desselben Jahres in der Kathedrale von Bobo-Dioulasso die Bischofsweihe. Mitkonsekratoren waren der Bischof von Fada N’Gourma, Pierre Claver Malgo, und der Erzbischof von Bobo-Dioulasso, Laurent Birfuoré Dabiré. Die Amtseinführung im Bistum Nouna fand am 11. Mai 2025 statt.